# カーティス・ミッチェル
カーティス・ミッチェル（Curtis Mitchell、1989年3月11日 ‐ ）は、アメリカ合衆国フロリダ州出身の陸上競技選手。専門は短距離走。200mで19秒97の自己ベストを持つ。2013年モスクワ世界選手権男子200mの銅メダリストである。

## 経歴

### 2008年
7月の世界ジュニア選手権（現・世界U20選手権）男子200m準決勝を全体トップおよび自己ベスト（当時）の20秒74（-0.3）で突破。しかし、決勝では20秒98（-0.9）とタイムを落とし、クリストフ・ルメートル（20秒83）、ニッケル・アシュミード（20秒84）、ロベルト・ヘリング（20秒96）に次ぐ4位に終わり、0秒02差でメダルを逃した。

### 2010年
3月の全米学生室内選手権（NCAA室内選手権）男子200mを20秒38、アンカーを務めた男子4×400mリレーを3分04秒40で制して2冠を達成した。
7月10日の北中米カリブU23選手権男子200m予選で19秒99（+2.0）の自己ベスト（当時）をマークし、20秒の壁を突破したアメリカ史上25人目の選手となった。

### 2013年
6月の全米選手権男子200m決勝で19秒99（+1.6）の自己ベストタイ（当時）をマーク。タイソン・ゲイ（19秒74）とアイザイア・ヤング（19秒86）に次ぐ3位（当時）に入り、モスクワ世界選手権アメリカ代表の座をつかんだ。
8月のモスクワ世界選手権男子200m準決勝で自己ベストとなる19秒97（0.0）をマークし、全体トップのタイムで決勝に進出した。決勝では20秒04（0.0）とタイムを落としたものの、ウサイン・ボルト（19秒66）とウォーレン・ウィア（19秒79）に次ぐ3位に入り、4位のニッケル・アシュミードには0秒01差で競り勝ち銅メダルを獲得した。なお、前年のロンドンオリンピック男子200mはジャマイカ勢が表彰台を独占しており、今大会もミッチェルが銅メダルを獲得していなければ2年連続でジャマイカ勢に表彰台を独占されるところだった。

### 2014年
6月の全米選手権男子200m決勝で20秒13（+1.3）をマークし、ウォーレス・スピアモン（20秒19）らを破り初優勝を果たした。

### 2015年
6月に北京世界選手権アメリカ代表の座をかけて全米選手権の男子200mに出場すると、予選を20秒36（+1.0）の組1着で突破。しかし、準決勝は20秒68（+1.1）の組6着に終わり決勝進出を逃した。

### 2016年
7月の全米選手権男子200m予選は20秒48（+2.8）の組4着に終わり、準決勝に進出できなかった。

## 自己ベスト
記録欄の（　）内の数字は風速（m/s）で、+は追い風を意味する。
| 種目 | 記録          | 年月日        | 場所             | 備考 |
| 屋外 | 屋外          | 屋外          | 屋外             | 屋外 |
| ---- | ------------- | ------------- | ---------------- | ---- |
| 100m | 10秒25 (+1.3) | 2010年5月28日 | オースティン     |      |
| 200m | 19秒97 (0.0)  | 2013年8月16日 | モスクワ         |      |
| 室内 |               |               |                  |      |
| 200m | 20秒38        | 2010年3月12日 | フェイエットビル |      |

## 主要大会成績
備考欄の記録は当時のもの
| 年   | 大会                       | 場所             | 種目    | 結果     | 記録          | 備考                           |
| ---- | -------------------------- | ---------------- | ------- | -------- | ------------- | ------------------------------ |
| 2008 | 世界ジュニア選手権         | ブィドゴシュチュ | 200m    | 4位      | 20秒98 (-0.9) |                                |
| 2010 | 北中米カリブU23選手権 (en) | ミラマー         | 200m    | 優勝     | 20秒06 (+2.8) | 予選19秒99 (+2.0)：自己ベスト  |
| 2010 | 北中米カリブU23選手権 (en) | ミラマー         | 4x100mR | 優勝     | 38秒96 (3走)  |                                |
| 2013 | 世界選手権                 | モスクワ         | 200m    | 3位      | 20秒04 (0.0)  | 準決勝19秒97 (0.0)：自己ベスト |
| 2014 | 世界リレー (en)            | ナッソー         | 4x200mR | 決勝失格 | DQ (2走)      | オーバーゾーン                 |
| 2015 | 世界リレー (en)            | ナッソー         | 4x200mR | 決勝失格 | DQ (3走)      | オーバーゾーン                 |

### ダイヤモンドリーグ
ダイヤモンドリーグの総合成績を記載。獲得ポイント欄の（　）内は出場したポイント対象レースの数を意味する。
| 年   | 種目 | 総合順位 | 獲得ポイント |
| ---- | ---- | -------- | ------------ |
| 2014 | 200m | 5位      | 1 (1レース)  |